# Distrito electoral de Waverly n.º 3
Waverly No. 3 (en inglés: Waverly No. 3 Precinct) es un distrito electoral ubicado en el condado de Morgan en el estado estadounidense de Illinois. En el Censo de 2010 tenía una población de 157 habitantes y una densidad poblacional de 3,85 personas por km².

## Geografía
Waverly n.º 3 se encuentra ubicado en las coordenadas 39°37′38″N 89°59′36″O / 39.62722, -89.99333. Según la Oficina del Censo de los Estados Unidos, Waverly n.º 3 tiene una superficie total de 40.73 km², de la cual 40.73 km² corresponden a tierra firme y (0.01%) 0.01 km² es agua.

## Demografía
Según el censo de 2010, había 157 personas residiendo en Waverly n.º 3. La densidad de población era de 3,85 hab./km². De los 157 habitantes, Waverly n.º 3 estaba compuesto por el 99.36% blancos, el 0% eran afroamericanos, el 0% eran amerindios, el 0% eran asiáticos, el 0% eran isleños del Pacífico, el 0% eran de otras razas y el 0.64% pertenecían a dos o más razas. Del total de la población el 0% eran hispanos o latinos de cualquier raza.